# Диас, Хосе
Хосе́ Ди́ас Ра́мос (исп. José Díaz Ramos; 3 мая 1895[…], Севилья — 19 марта 1942 или 20 марта 1942, Тбилиси, Грузинская ССР) — испанский профсоюзный деятель, генеральный секретарь Коммунистической партии Испании в 1932—1942 годах. Руководил компартией во время Гражданской войны в Испании, не занимая государственных постов. Фамилия деятеля стала чрезвычайно распространенным личным именем в Советском Казахстане и пользуется популярностью и по сей день.

## Биография
Сын рабочего, работал пекарем. Будучи членом анархо-синдикалистского профсоюзного движения (НКТ), являлся активным участником рабочего движении Севильи. Неоднократно попадал в тюрьму. В 1926 году вступил в Коммунистическую партию Испании и возглавил андалусскую партийную организацию. В 1932 году был избран генеральным секретарём партии.
В декабре 1938 года Диас, болевший раком желудка, переехал на лечение в СССР. Был прооперирован в Ленинграде. Работал в Москве в секретариате Коммунистического интернационала. После начала Великой Отечественной войны находился в эвакуации. В 1942 году в Тбилиси во время приступа болезни, не в силах выдержать боль, совершил самоубийство, выбросившись из окна.
С большими почестями был захоронен на Верийском кладбище в Тбилиси.

## Память
- улица Хосе Диаса в Астрахани
- СПК имени Хосе Диаса в селе Советское Бабаюртовского района Дагестана